# بطولة العالم للدراجات على المضمار 1930
بطولة العالم للدراجات على المضمار 1930 هي الدورة ال33 من بطولة العالم للدراجات على المضمار، أجريت في إقليم بروكسل العاصمة، بلجيكا.

## النتائج النهائية
| المسابقة                              | ذهبية                | فضية                   | برونزية              |
| ------------------------------------- | -------------------- | ---------------------- | -------------------- |
| السرعة الفردية                        | لوسيان ميتشارد (FRA) | Piet Moeskops (NED)    | أورلاندو بياني (ITA) |
| سباق مطاردة الدراجة النارية للمحترفين | إريك موللر (GER)     | Georges Paillard (FRA) | Robert Grassin (FRA) |